# Kooteninchela deppi
Kootenichela deppi is een uitgestorven kreeftachtige, die een naar schatting 505 miljoen jaar oude voorouder van kreeften en schorpioenen is. 
De uitgestorven soort was ongeveer vier centimeter lang en leefde op de bodem van ondiepe zeeën. Met zijn schaarvormige klauwen jaagde het dier waarschijnlijk op kleine prooien. Het dier is, vanwege zijn twee schaarvormige klauwen, vernoemd naar acteur Johnny Depp. Hij speelde de hoofdrol in de film Edward Scissorhands over een kunstmatig mens met handen in de vorm van scharen. 
De wetenschappelijke naam van de soort werd voor het eerst beschreven door de Britse onderzoeker David Legg van het Imperial College in Londen. Hij schreef zijn beschrijving in het wetenschappelijk tijdschrift Journal of Paleontology.